# Kokia cookei
Kokia cookei (Engelse namen: Cooke's kokio, Cooke's koki'o, Molokai treecotton) is een plant uit de kaasjeskruidfamilie (Malvaceae). Ze is endemisch in Hawaï, maar op de Rode Lijst van de IUCN is Kokia cookei opgenomen als uitgestorven in het wild. Het is een bladverliezende boom waarvan het laatst bekende wilde exemplaar 3 m hoog was. Overigens zijn alle soorten uit het geslacht Kokia of reeds uitgestorven of ernstig bedreigd.
De plant was alleen bekend van de omgeving van Mahana in het westen van Molokai in droog bos op een hoogte van circa 200 m, waar in 1860 een populatie van drie kleine bomen werd ontdekt door R. Meyer. In het begin van de twintigste eeuw was er nog maar één exemplaar bekend, waarna in 1918 alle bekende exemplaren in het wild waren uitgestorven. In de jaren '50 stierf de enige bekende gecultiveerde plant en werd er aangenomen dat de soort onherroepelijk was uitgestorven. In 1970 werd er een exemplaar ontdekt dat waarschijnlijk een afstammeling was van de laatst bekende gecultiveerde plant. In 1978 werd dit exemplaar verwoest door brand, maar er was een tak van deze plant afgenomen die werd geënt in Waimea Arboretum op een exemplaar van Kokia kauaiensis, een verwante soort die ook wordt bedreigd. Er zouden circa 23 exemplaren van Kokia cookei in cultivatie zijn op verschillende plekken in Hawaï. Onder andere in de Amy B.H. Greenwell Ethnobotanical Garden wordt de soort gehouden.
Geïdentificeerde bedreigingen voor de plant zijn: verlies van habitat door omzetting in landbouwgronden, het verdwijnen van de natuurlijke bestuivers (vogels), de invoer van exotische, invasieve plantensoorten, het opeten van de zaden door insectenlarven en het grazen van geiten, schapen, axisherten en rundvee.
Er wordt geprobeerd om de plant te vermenigvuldigen door middel van zaaien, stekken, enten, marcotteren en weefselkweek. Ook wil men een reservaat oprichten waar deze plant in een beschermde omgeving kan groeien.
Namens het Center for Plant Conservation zorgt de Waimea Valley voor de bescherming van de plant.

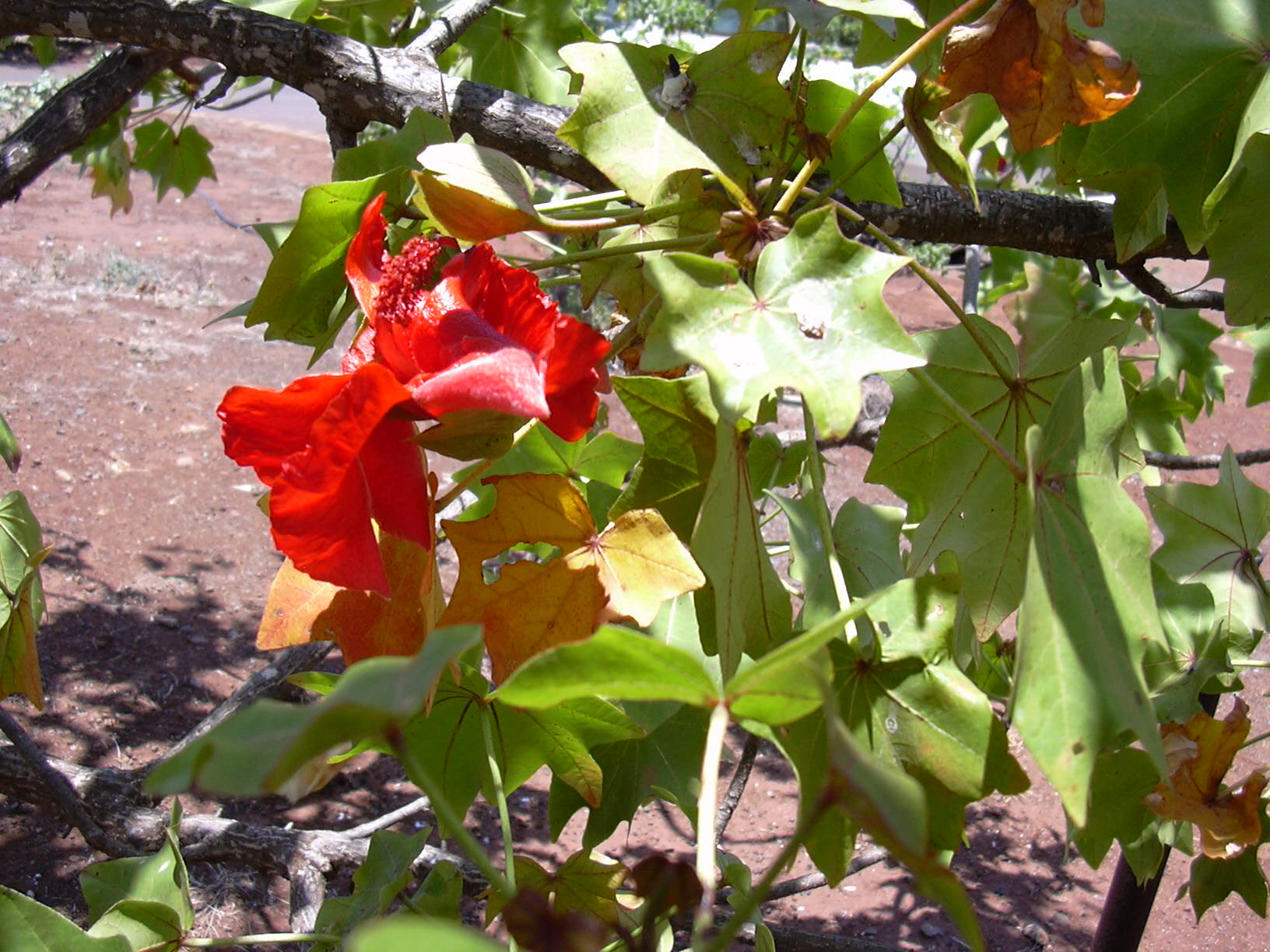
Kokia cookei